# 18禁 (漫畫)
《18禁》是日本漫畫家松本貴創作的日本漫画作品。於《Young Champion》（秋田書店）2008年至2010年期間連載。單行本全5卷。
2009年改編成真人電影，2010年的第二部改編真人電影直接發行DVD。

## 故事大綱
以成為醫生而上私立貴族學校的主角・池内倫子因為家裡破產而被迫休學並且身無分文、為了養活自己，於是只好到成人影片製作公司上班，從中進而看到許多形形色色的AV世界內幕。

## 登場人物

### 珍珠企畫
池内倫子
主角。18歳。学業優秀、品行方正的大小姐。擁有E罩杯的巨乳。
為了想當醫生，於是拼命讀醫學書籍，所以有豐富的醫學知識，但也因此很缺少一般人的常識（特別是成人影片的知識），所以常表現出天然呆的一面。
似乎第一次與性有關的方面都是和女生在一起時發生的，不過似很怕露出肌膚給別人看。
後來在公司被迫倒閉時，住到親戚家中，但因為忘不了和公司等人的回憶，於是放棄成為醫生的夢想而努力要讓珍珠企畫新生。
澤倉
曾經是大型證券商的社員，目前是成人影片製作公司「珍珠 企画」的社長。
本身雖然是個年輕的帥哥，但卻是個重度被虐狂，同時為業界變態四天王之一。
經常擔任出來替人擋一拳的角色，而且樂此不疲。
有一個作醫生的前妻涼子和兒子翔太，因為他的被虐狂傾向而離婚。
後來因為所用的女優使用假證件，讓他不小心違反兒童福利法而成為被告，公司也被迫關閉，但倫子等人依然留著社長的位置等他。
近藤
社員。長相兇惡，但個性很友善。
在裡面擔任吐嘈的角色。
對於倫子似乎有好感，就連已經對色情麻痺的他都差一點要侵犯酒醉的倫子。
牧谷
社員。普通的帥哥而且喜歡熟女。
是公司唯一有女友的人，女友瑪琳達有個孫子。
對於熟女的年紀要求要有五十歲以上才行。
中川
社員之一，體型矮胖且留著小短髮。
在第三集中因為與AV女優安田真子產生感情且與她上床，而自願離開公司。
千穗
新入社的社員，總是穿著高中制服但其實已經讀大學了。號稱有千人的性經驗。
雖然經驗豐富，但似乎從未性高潮。

### AV女優
安田真子
小有人氣的AV女優，因為喜歡上中川而自願辭掉女優的工作並且和他在一起。
本並優奈
人氣AV女優。個性傲嬌。最終自己引退並且邀請倫子幫她拍告別作，也透過她的力量讓原本難以發行的倫子拍的引退作得以順利上市並且大賣。
淺美女王
專拍SM片的AV女優，有著強烈的女王氣質。看到倫子有極度的S潛力，曾謊稱澤倉要倫子測試按摩棒但未遂。
筒井彩乃
前晚安少女組的一員，為了對前經紀公司復仇，而自願拍A片。
一開始拍的片子受到前經紀公司的施壓而差點賣不出去，最後順利打出口碑而熱銷。
吉田美美
AV女優，因為做愛時的表情太醜而變成只能拍特殊類型或大堆頭的影片。
個性傲嬌，雖然一直想要用勾引澤倉的方式來毀掉珍珠企畫，但後來是喜歡上他。
灰田桃
巨乳女優。個性溫和，對於自己的巨乳有點心結。
家中貧困且有一個生病的母親和七名弟妹。
原田美濃
AV女優同時也是業界變態四天王當中唯一的女性，被喻為是四天王中最強的變態。
專門拍scatology(糞便物)，倫子在看完她的拍片方式後立即昏倒。

### 其他角色
小米
會員制千金學校制服專賣店的老闆，和珍珠企畫有業務上的往來，專門收集千金學校的制服來販賣。
努力想要獲取倫子的制服，還拿倫子過去養的狗維多利亞想和她交換，但被倫子發現他養狗方式不對(讓牠變成奶油犬)，而被她沒收小狗而且似乎也沒拿到制服，後來想盡辦法要弄到和倫子有關的東西。
被不拘男人類型的千穗說是一個「惡心的大叔」，同時為業界變態四天王之一。
二縫線球高木
長相帥氣的A片導演同時為業界變態四天王之一，但所拍的內容都是給戀物狂看的，本人也對這種內容相當堅持。
目前還是個處男，但理由是因為脫衣服太麻煩而不想性交。
荻浦
女性，另一間成人影片製作公司「工作國度」的員工，工作時非常幹練。很在意自己的工作曝光。
打扮後和工作時的模樣有很大的差別。

## 出版書籍
| 卷數 | 秋田書店       | 秋田書店               | 台灣東販       | 台灣東販               |
| 卷數 | 發售日期       | ISBN                   | 發售日期       | ISBN                   |
| ---- | -------------- | ---------------------- | -------------- | ---------------------- |
| 1    | 2008年7月18日  | ISBN 978-4-253-14848-1 | 2009年5月15日  | ISBN 978-986-176-910-3 |
| 2    | 2008年12月19日 | ISBN 978-4-253-14849-8 | 2009年8月1日   | ISBN 978-986-176-969-1 |
| 3    | 2009年5月20日  | ISBN 978-4-253-14850-4 | 2009年10月15日 | ISBN 978-986-251-042-1 |
| 4    | 2009年9月18日  | ISBN 978-4-253-14851-1 | 2010年1月1日   | ISBN 978-986-251-105-3 |
| 5    | 2010年1月20日  | ISBN 978-4-253-14863-4 | 2010年4月15日  | ISBN 978-986-251-173-2 |

## 真人電影

### AV千金奮鬥記
主角「池内倫子」由以寫真偶像進行演藝事業的田代さやか飾演，漫画《18禁》改編成真人電影。
2009年6月5日由TMC製作發行DVD。

#### 製作人員
- 導演：城定秀夫
- 脚本：高田亮、城定秀夫
- 製作、企画、製作人：海津昭彦、汐崎隆史、三波聖治、久保和明
- 副導演：小南敏也
- 攝影、照明：田宮健彦
- 編輯：城定秀夫
- 音樂：Takayoshi Tarui
- 錄音：小林徹哉
- 影片發行、製作：TMC

#### 演員列表
- 池内倫子：田代さやか
- 沢倉：河合龍之介
- 近藤：森谷勇太
- 牧谷：こばん
- 本並ゆな：紗奈
- 寺谷マネージャー：加治木均
- チョコポッキー山田：佐々木庸二
- 美波留：持田茜
- 桜子：木村あかり
- 池内倫子の母：藤崎世璃子
- 池内倫子の父：森羅万像
- 池内（母）の愛人：佐伯寛之
- フロントマン：高橋信二
- 工場長：松本格子戸
- メイド：葉山いづみ
- 若者：蘭汰郎、田中裕士、兼松若人
- 女優：ひかり、雨宮ゆん、小日向ひな

### AV偶像募集中
第二部改編電影，於2010年2月5日直接以DVD形式發行。2010年1月23日一天限定在Cinemato六本木深夜上映本片。

#### 製作人員
- 導演：城定秀夫
- 脚本：貝原クリス亮、城定秀夫
- 製作：海津昭彦
- 企画：汐崎隆史
- 製作人：三波聖治、久保和明
- 副導演：小南敏也
- 攝影・照明：田宮健彦
- 編輯：城定秀夫
- 音樂：Takayoshi Tarui
- 錄音：小林徹哉
- 影片發行、製作：TMC

#### 演員列表
- 池内倫子：田代さやか
- 沢倉：河合龍之介
- 石山民子：琴乃
- 黒木怜子：範田紗紗
- 原紗央莉：原紗央莉
- 近藤：森谷勇太
- 牧谷：こばん
- 桜子：持田茜
- 中村英児
- 吉岡睦雄
- 神山杏奈
- かなと沙奈
- 辻和朗
- 桂野恵一
- 古賀忍
- 大山ダイキ
- 福天
- 蘭汰郎
- 木村和広
- 鈴木晴美

## 外部連結
- 真人電影版官方網站（日語）